# Muzeum německé obranné techniky Bundeswehru
Muzeum německé obranné techniky Bundeswehru, známé také jako Wehrtechnisches Museum Koblenz a Wehrtechnische Studiensammlung Koblenz (WTS), je oficiální studijní sbírka bojové techniky Bundeswehru v Koblenz ve spolkové zemi Porýní-Falci. Jedná se o jednu z významných německých vojensko-technických expozic s přibližně 30 000 předměty na výstavní ploše přibližně 7 000 metrů čtverečních. Je jednou z nejrozsáhlejších sbírek svého druhu v mezinárodním  měřítku. Muzeum se zaměřuje na obranné technologie a má vojenskou vědeckou knihovnu. Je pobočkou Spolkového úřadu pro zpracování informací a služby (BAAINBw - dříve Spolkový úřad pro obranné technologie a nákupy).

## Expozice
Sbírka a výstava se zaměřuje na:
- Ruční zbraně a kulomety
- Dělostřelecká technika
- Raketová technika
- Ruční protitankové zbraně
- Kolová a pásová vozidla
- Ženijní technika
- Letecká a námořní technika
- telekomunikační, elektronická a optická zařízení
- uniformy a výstroj

Exponáty jsou převážně majetkem Bundeswehru. Experimentální a prototypové předměty pocházejí z projektového vývoje a výzkumných projektů, které byly realizovány především v rámci úkolů různých oddělení obranné techniky.

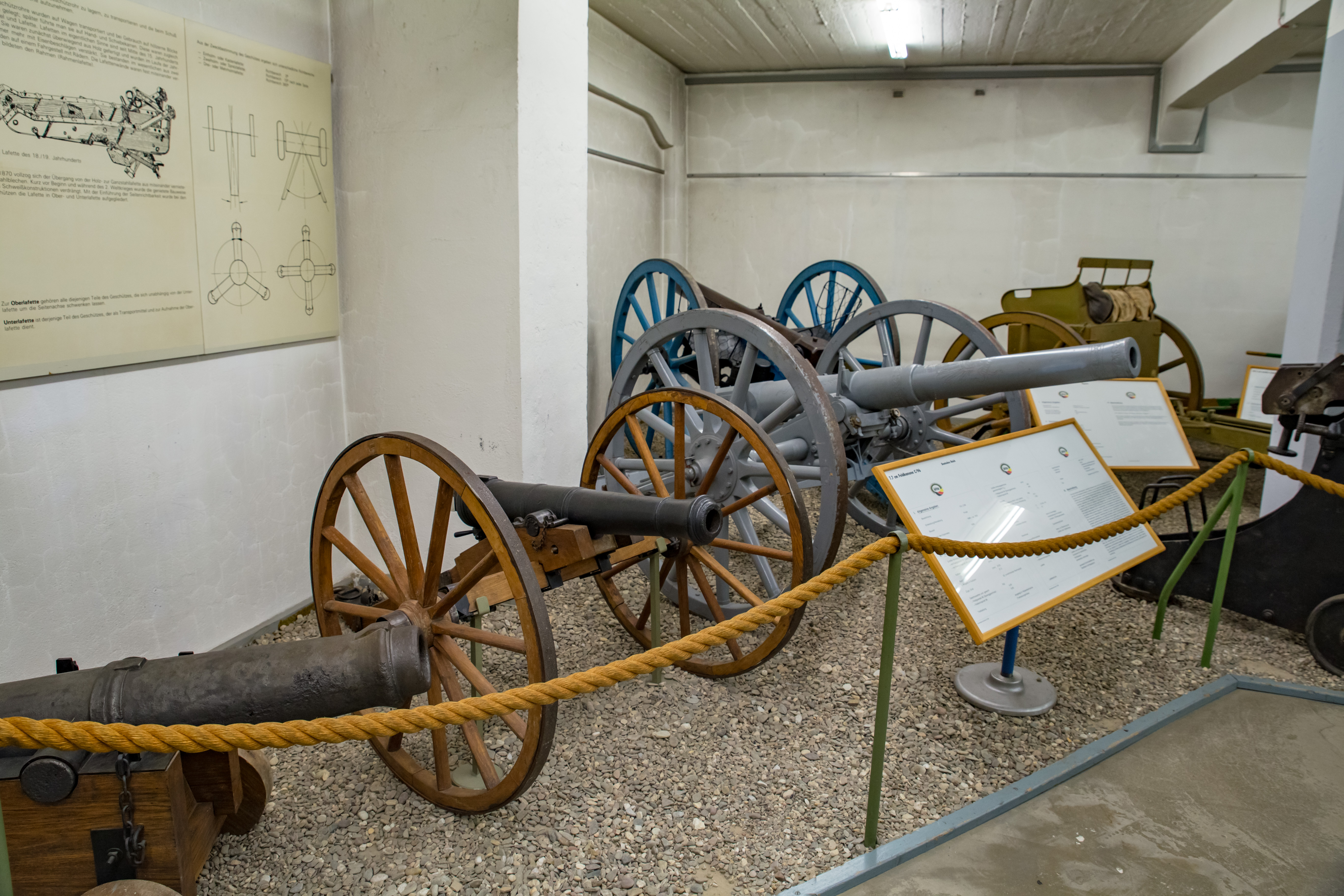
Historický polní kanón
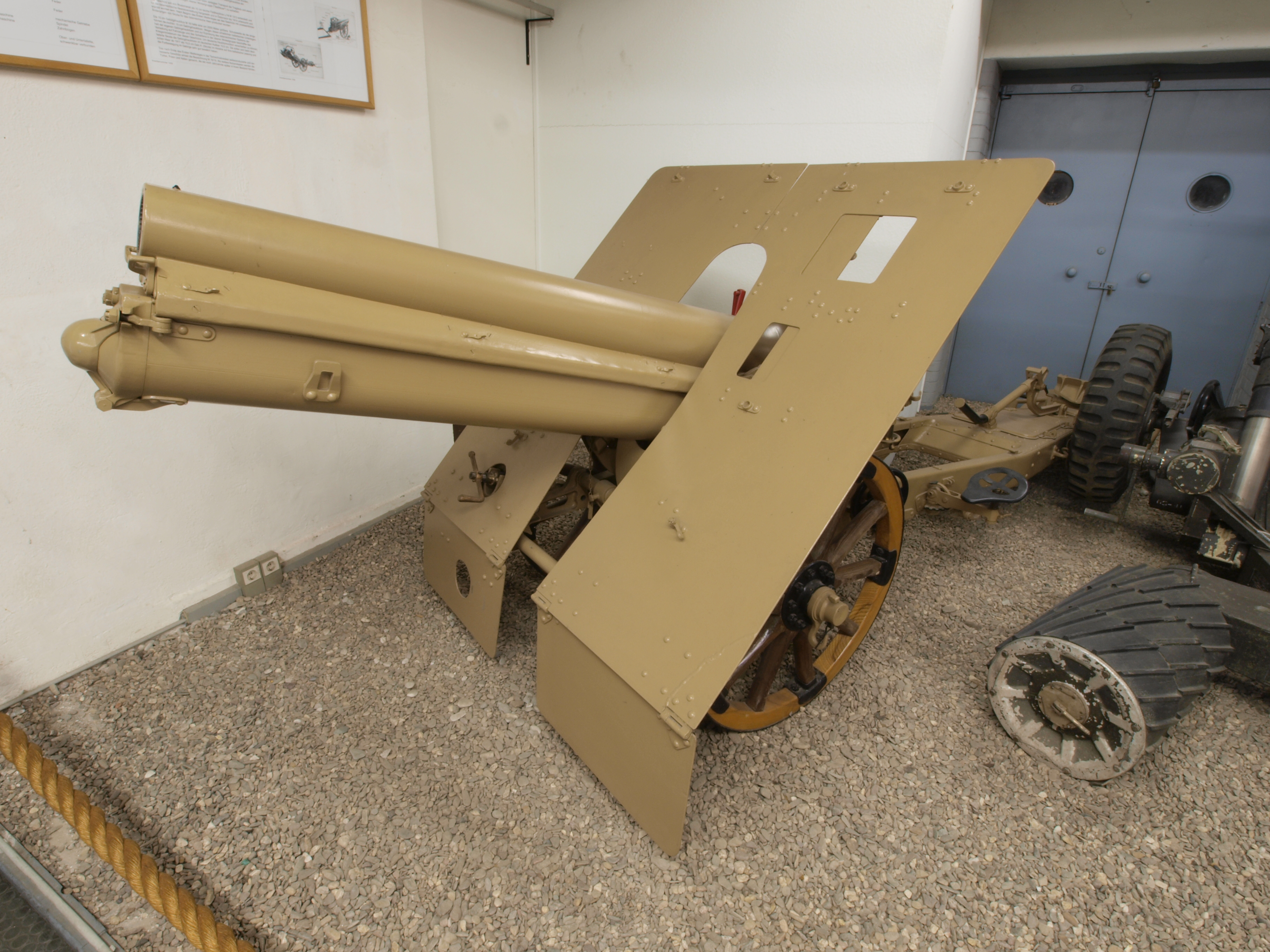
10cm horská houfnice M 16 (Škoda Plzeň)
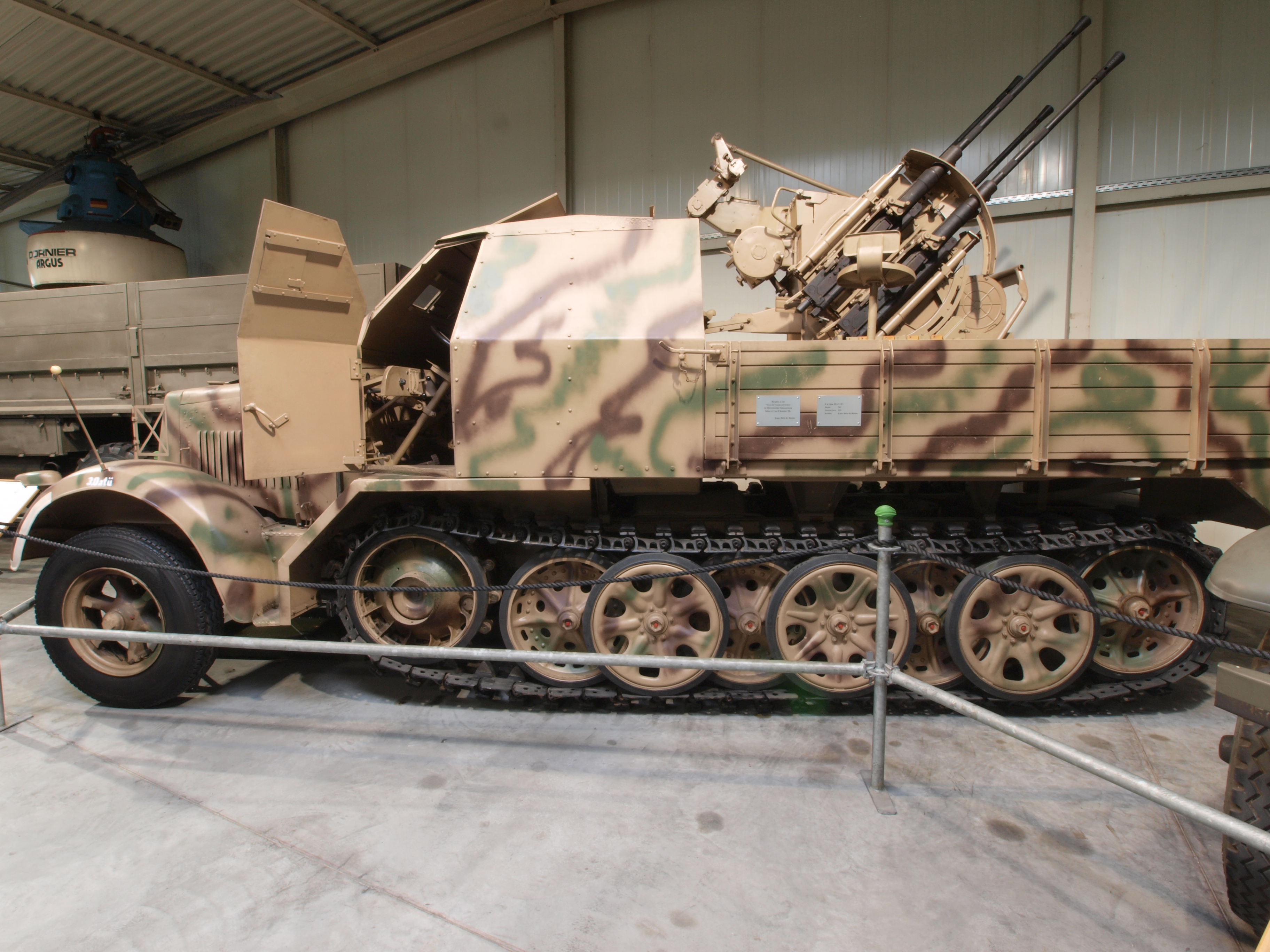
Polopásové vojenské vozidlo Sd.Kfz. 7 s 2 cm Flakvierling 38
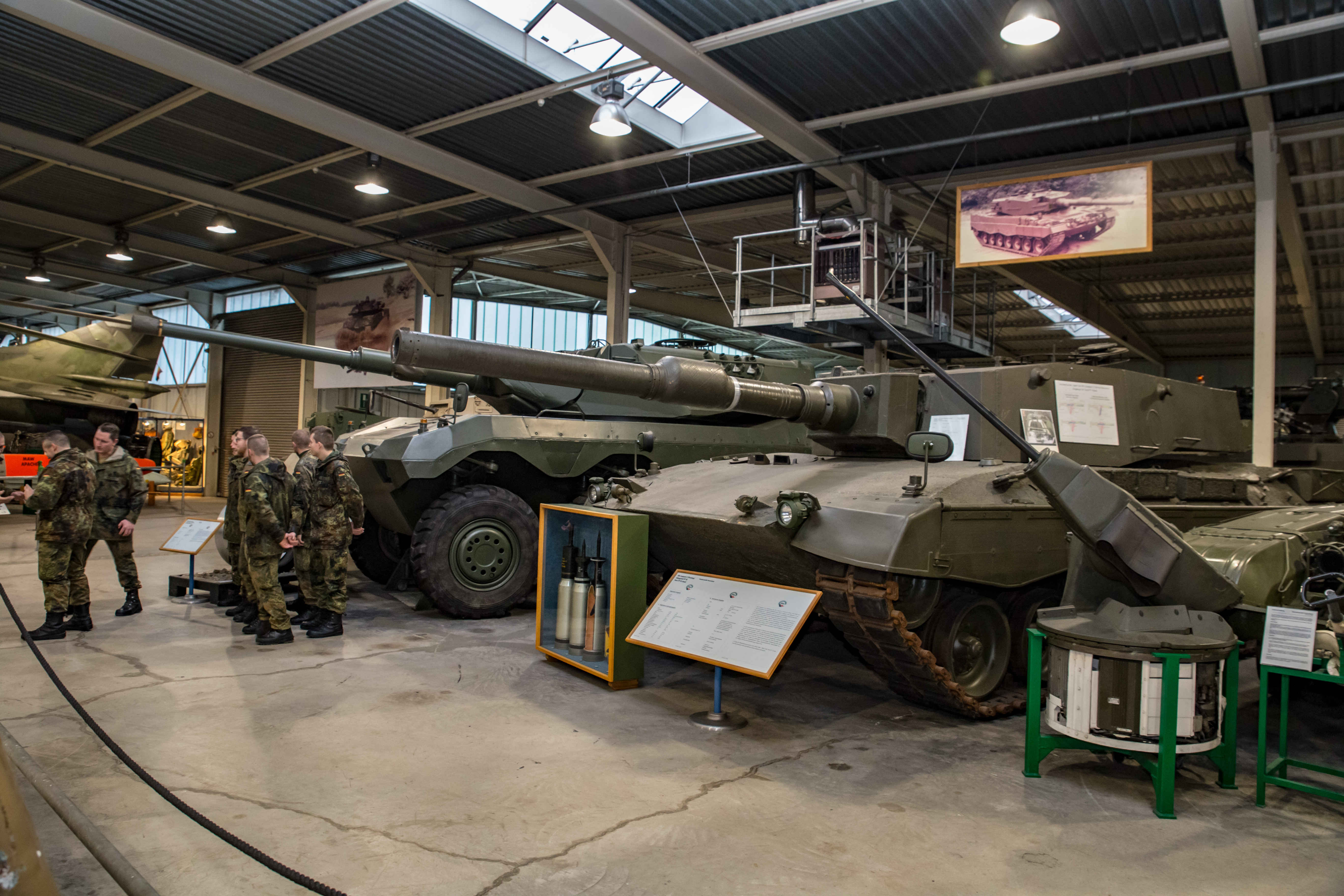
Prototyp hlavního bojového tanku Leopard 2
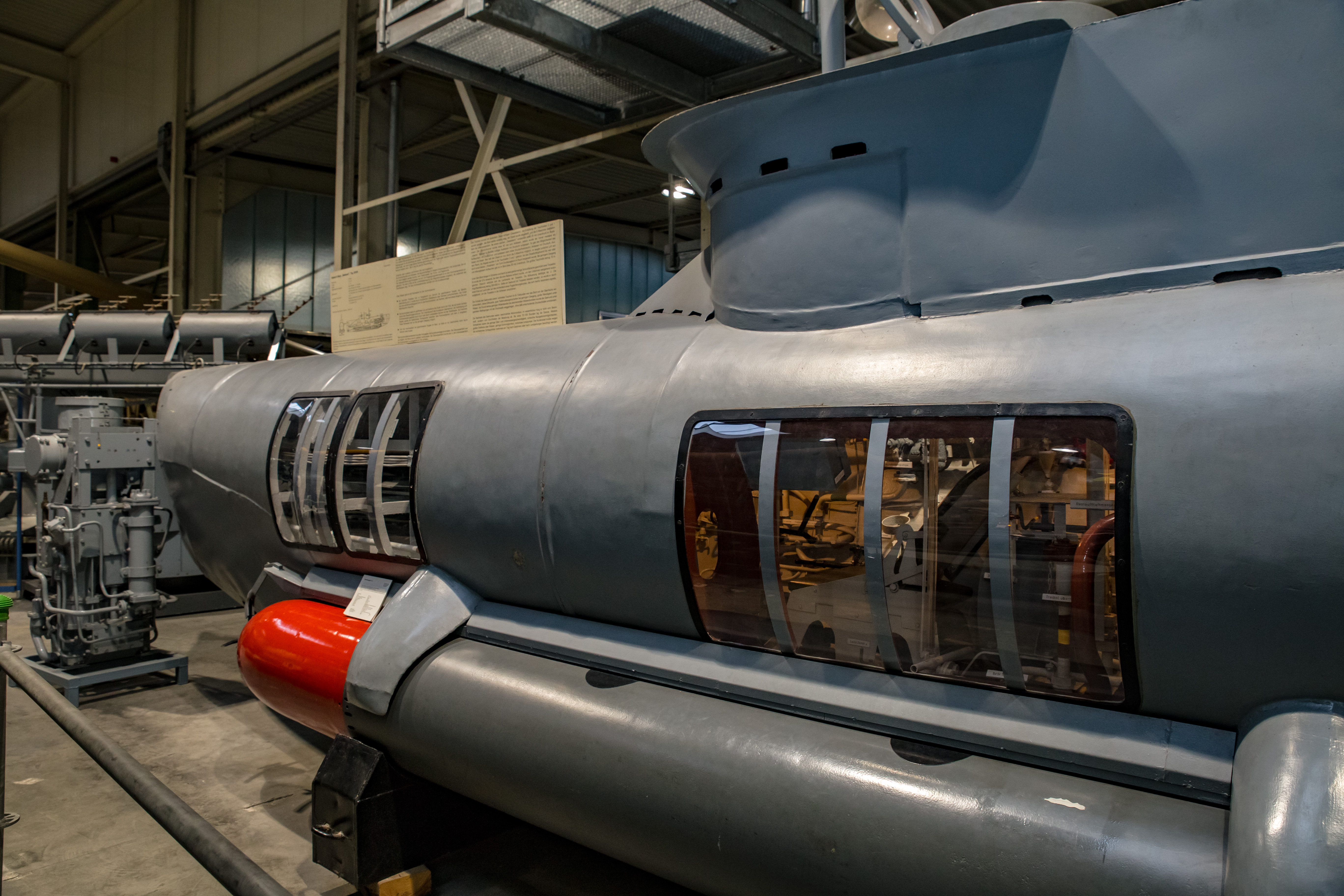
Výřez trpasličí ponorky Seehund, typ XXVII
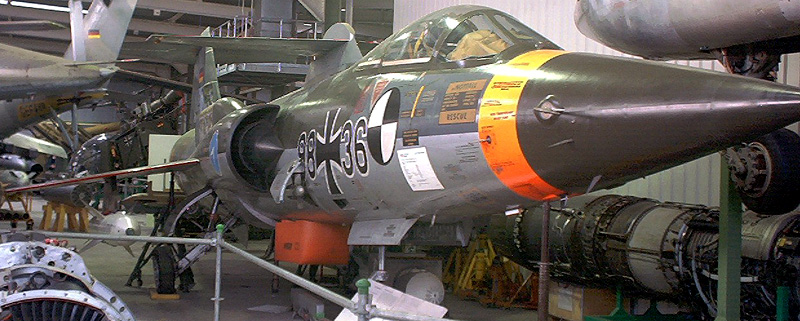
Lockheed F-104 G „Control Configured Vehicle“